# جيري ن. هيس
جيري ن. هيس (بالإنجليزية: Jerry N. Hess)‏ هو مؤرخ أمريكي، ولد في 24 سبتمبر 1931 في سيدار فالي في الولايات المتحدة، وتوفي في 23 يونيو 2017 في ساراسوتا في الولايات المتحدة.